# Frederik Læssøe Smidth
Verner Frederik Læssøe Smidth (født 28. maj 1850 i Kerteminde, død 2. juni 1899 i København) var en dansk ingeniør og grundlægger af firmaet F.L. Smidth. 
Smidth var søn af prokurator, senere byfoged i Skive, kancelliråd Edvard Philip Smidth (1807 – 1878) og Karen Cathrine født Berg (1812 – 1855), og bror til maleren Hans Smidth.